# Antonio Bernacchi
Pour les articles homonymes, voir Bernacchi.
Antonio Bernacchi (né le 21 juin 1685 à Bologne et mort le 1er mars 1756 dans la même ville) est un chanteur classique castrat, un compositeur et un professeur de chant italien du XVIIIe siècle.

## Biographie
Antonio Bernacchi étudie avec Francesco Antonio Pistocchi. Parmi ses élèves, il y eut Farinelli, pendant une brève période au cours de l'année 1727, et le ténor Anton Raaff. Aujourd'hui Bernacchi est surtout connu pour son association avec le compositeur Georg Friedrich Haendel, dans six de ses opéras.